# Homoeocera rodriguezi
Homoeocera rodriguezi là một loài bướm đêm thuộc phân họ Arctiinae, họ Erebidae.